# Cercophis auratus
Cercophis auratus is een slang uit de familie toornslangachtigen (Colubridae) en de onderfamilie Dipsadinae.

## Naam en indeling
De wetenschappelijke naam van de soort werd voor het eerst voorgesteld door Hermann Schlegel in 1837. Oorspronkelijk werd de naam Dendrophis aurata gebruikt. Het is de enige soort uit het monotypische geslacht Cercophis. De slang is ook beschreven onder de naam Uromacer ricardinii door Mario Giacinto Peracca in 1897, en stond later te boek als Uromacerina ricardinii. Deze soort wordt tegenwoordig als synoniem beschouwd van Cercophis auratus.

## Verspreiding en habitat
Cercophis auratus komt voor in delen van in delen van Zuid-Amerika en leeft in de landen Brazilië en Suriname. De habitat bestaat uit vochtige tropische en subtropische laaglandbossen.

## Beschermingsstatus
Door de internationale natuurbeschermingsorganisatie IUCN is de beschermingsstatus 'onzeker' toegewezen (Data Deficient of DD).